# Dzierżnica
Dzierżnica (do 2010 Dzierznica) – wieś w gminie Dominowo, powiecie średzkim, województwie wielkopolskim.

## Historia
Wieś położona na Równinie Wrzesińskiej, na lewym brzegu Moskawy.
Wieś od 1884 r. należała do Niemojewskich, a następnie do rodziny Wizów. We wrześniu 1939 koło wsi funkcjonowało polowe lądowisko 3. poznańskiego dywizjonu myśliwskiego (elementu Armii Poznań), z którego startowały samoloty PZL P.11c. 
W czasie kampanii wrześniowej stacjonował tu III/3 dywizjon myśliwski
W latach 1975−1998 miejscowość należała administracyjnie do województwa poznańskiego.
W 2010 roku zmieniono nazwę wsi z Dzierznica na Dzierżnica.

## Archeologia
W roku 1873 na znajdującym się w pobliżu wsi wzgórzu Górzno odkryto skarb z XI wieku. Drugi taki skarb odkryto na tym samym wzgórzu w 1907. Całość wydobytych monet ważyła około 20 kg, czyniąc to znalezisko jednym z najbogatszych w Polsce. Podczas archeologicznych prac ratunkowych przy budowie autostrady A2 w pobliżu wsi odnaleziono grób skrzynkowy kultury pomorskiej oraz piec wapienniczy kultury przeworskiej.

## Atrakcje turystyczne
We wsi znajduje się zrujnowana willa w stylu szwajcarskim z lat 1884−1885 zaprojektowana przez Zygmunta Gorgolewskiego dla Ignacego Niemojewskiego. Dworek otacza sześciohektarowy park. Innym ciekawym obiektem jest mauzoleum pw. św. Andrzeja Boboli z 1920 roku. Podczas kampanii wrześniowej znajdowało się tu polskie lotnisko polowe. 